# Edwinstowe
Edwinstowe är en ort och civil parish i Storbritannien.   Den ligger i grevskapet Nottinghamshire och riksdelen England, i den sydöstra delen av landet, 200 km norr om huvudstaden London. Edwinstowe ligger 62 meter över havet och antalet invånare är 5 069.
Terrängen runt Edwinstowe är platt. Runt Edwinstowe är det ganska tätbefolkat, med 166 invånare per kvadratkilometer. Närmaste större samhälle är Mansfield, 11,3 km sydväst om Edwinstowe. I omgivningarna runt Edwinstowe växer i huvudsak blandskog.